# Exocelina casuarina
Exocelina casuarina es una especie de escarabajo del género Exocelina, familia Dytiscidae. Fue descrita científicamente por Balke & Hendrich en 1998.

## Distribución geográfica
Habita en Australia.